# Alt Zauche-Wußwerk

Alt Zauche-Wußwerk (en bas sorabe: Stara Niwa-Wózwjerch) est une commune de Brandebourg (Allemagne), située dans l'arrondissement de Dahme-Forêt-de-Spree.

## Démographie
| Année | Population |
| ----- | ---------- |
| 1875  | 973        |
| 1890  | 856        |
| 1910  | 801        |
| 1925  | 758        |
| 1933  | 755        |
| 1939  | 748        |
| 1946  | 1 117      |
| 1950  | 1 029      |
| 1964  | 790        |
| 1971  | 715        |

| Année | Population |
| ----- | ---------- |
| 1981  | 663        |
| 1985  | 650        |
| 1989  | 645        |
| 1990  | 640        |
| 1991  | 634        |
| 1992  | 676        |
| 1993  | 746        |
| 1994  | 735        |
| 1995  | 723        |
| 1996  | 633        |

| Année | Population |
| ----- | ---------- |
| 1997  | 634        |
| 1998  | 633        |
| 1999  | 644        |
| 2000  | 628        |
| 2001  | 612        |
| 2002  | 619        |
| 2003  | 636        |
| 2004  | 610        |
| 2005  | 602        |
| 2006  | 590        |

| Année | Population |
| ----- | ---------- |
| 2007  | 589        |
| 2008  | 573        |
| 2009  | 558        |
| 2010  | 551        |
| 2011  | 523        |
| 2012  | 522        |
| 2013  | 515        |
| 2014  | 506        |
| 2015  | 502        |